# Bonapartenykus
Bonapartenykus („dráp José F. Bonaparteho“) byl rod malého pozdně křídového teropodního dinosaura z čeledi Alvarezsauridae, žijícího na území dnešní Argentiny (Patagonie) v době před zhruba 70 miliony let. Koncem roku 2011 byl tento dinosaurus předběžně popsán jako B. ultimus, o rok později pak byl formálně popsán a pojmenován.

## Popis
Bonapartenykus byl středně velkým alvarezsauridem, dosahoval délky kolem 2,5 metru a hmotnosti zhruba 20 kilogramů.
Další zpřesnění poznatků o kosterní anatomii tohoto malého teropoda přinesly objevy nových fosilních exemplářů, publikované v únoru roku 2025. Jedním z těchto objevů je i skutečnost, že kosti tohoto alvarezsaurida byly do značné míry pneumatizované (vyplněné dutinami, do kterých zabíhaly vzdušné vaky).